# Hostages: Zakładnicy
Hostages: Zakładnicy (ang. Hostages) – amerykański serial telewizyjny emitowany od 23 września 2013 do 6 stycznia 2014 przez stację CBS. Scenariusz inspirowany jest fabułą izraelskiego serialu Bnei Aruba, emitowanego w Polsce pod angielskim tytułem Hostages.

## Fabuła
Ellen Sanders jest świetnym chirurgiem, który zajmuje się leczeniem najważniejszych osobistości w państwie. Spokojne życie Ellen zmienia się, gdy jej rodzina zostaje porwana przez terrorystów. Żądają oni, aby podczas operacji zabiła prezydenta. Na czele grupy porywaczy stoi Duncan Carlisle, który jest agentem FBI.

## Obsada
- Toni Collette jako Ellen Sanders
- Dylan McDermott jako Duncan Carlisle
- Tate Donovan jako Brian Sanders
- Quinn Shephard jako Morgan Sanders
- Mateus Ward jako Jake Sanders
- Billy Brown jako Archer Petit
- Sandrine Holt jako Sandrine Gonzales
- Rhys Coiro jako Kramer Delaney
- James Naughton jako Paul Kincaid prezydent

## Role drugoplanowe
- Hilarie Burton jako Samantha, kochanka Briana Sandersa
- Jeremy Bobb jak Quentin Creasy, spiskowiec w Białym Domu
- Lola Cooka jako Sawyer Carlisle, córka Duncana
- Larry Pine jako Burton Delaney
- Tyler Elliott jako Burke Boyd
- Mary Elizabeth Mastrantonio jako żona prezydenta Kincaida
- Gemma Forbes jako Nina Carlisle, żona Duncana
- Joanne Kelly jako Vanessa, ambitna ambasadorka oraz siostra pierwszej damy Stanów Zjednoczonych[2].

## Odcinki
| Seria | Seria | Odcinki | Oryginalna emisja | Oryginalna emisja | Oryginalna emisja   | Oryginalna emisja | Oryginalna emisja |
| Seria | Seria | Odcinki | Premiera serii    | Koniec serii      | Premiera serii      | Koniec serii      |                   |
| ----- | ----- | ------- | ----------------- | ----------------- | ------------------- | ----------------- | ----------------- |
|       | 1     | 15      | 23 września 2013  | 6 stycznia 2014   | 7 października 2013 | 20 stycznia 2014  |                   |

| Nr | #  | Tytuł                  | Reżyseria          | Scenariusz                   | Premiera             | Premiera Seriale+    |
| -- | -- | ---------------------- | ------------------ | ---------------------------- | -------------------- | -------------------- |
| 1  | 1  | Pilot                  | Jeffrey Nachmanoff | Jeffrey Nachmanoff           | 23 września 2013     | 7 października 2013  |
| 2  | 2  | Invisible Leash        | Jason Ensler       | Rick Eid, Jeffrey Nachmanoff | 30 września 2013     | 14 października 2013 |
| 3  | 3  | Power of Persuasion    | Henry Bronchtein   | Rick Eid, Jeffrey Nachmanoff | 7 października 2013  | 21 października 2013 |
| 4  | 4  | 2:45 PM                | Russell Lee Fine   | Aron Eli Coleite             | 14 października 2013 | 28 października 2013 |
| 5  | 5  | Truth and Consequences | Karen Gaviola      | Jennifer Cecil               | 21 października 2013 | 4 listopada 2013     |
| 6  | 6  | Sister’s Keeper        | David Von Ancken   | Jennifer Schuur              | 28 października 2013 | 11 listopada 2013    |
| 7  | 7  | Hail Mary              | Matt Earl Beesley  | Rick Eid, Alon Aranya        | 4 listopada 2013     | 18 listopada 2013    |
| 8  | 8  | The Good Reason        | SJ Clarkson        | Cassie Pappas                | 11 listopada 2013    | 25 listopada 2013    |
| 9  | 9  | Loose Ends             | Henry Bronchtein   | Rick Eid, Jeffrey Nachmanoff | 18 listopada 2013    | 2 grudnia 2013       |
| 10 | 10 | Burden of Truth        | Joshua Allen       | Phil Abraham                 | 25 listopada 2013    | 9 grudnia 2013       |
| 11 | 11 | Off the Record         | Duane Clark        | Nick Santora                 | 2 grudnia 2013       | 16 grudnia 2013      |
| 12 | 12 | The Cost of Living     | Duane Clark        | Nick Santora                 | 9 grudnia 2013       | 23 grudnia 2013      |
| 13 | 13 | Fight or Flight        | Bill Johnson       | Rick Eid, Jeffrey Nachmanoff | 16 grudnia 2013      | 30 grudnia 2013      |
| 14 | 14 | Suspicious Minds       | Anton Cropper      | Rick Eid                     | 6 stycznia 2014      | 20 stycznia 2014     |
| 15 | 15 | Endgame                | Jeffrey Nachmanoff | Jeffrey Nachmanoff           | 6 stycznia 2014      | 20 stycznia 2014     |